# Guadix
Guadix est une municipalité de la province de Grenade, communauté autonome d’Andalousie, dans le sud-est de l'Espagne. C'est le chef-lieu de la comarque homonyme.

## Géographie

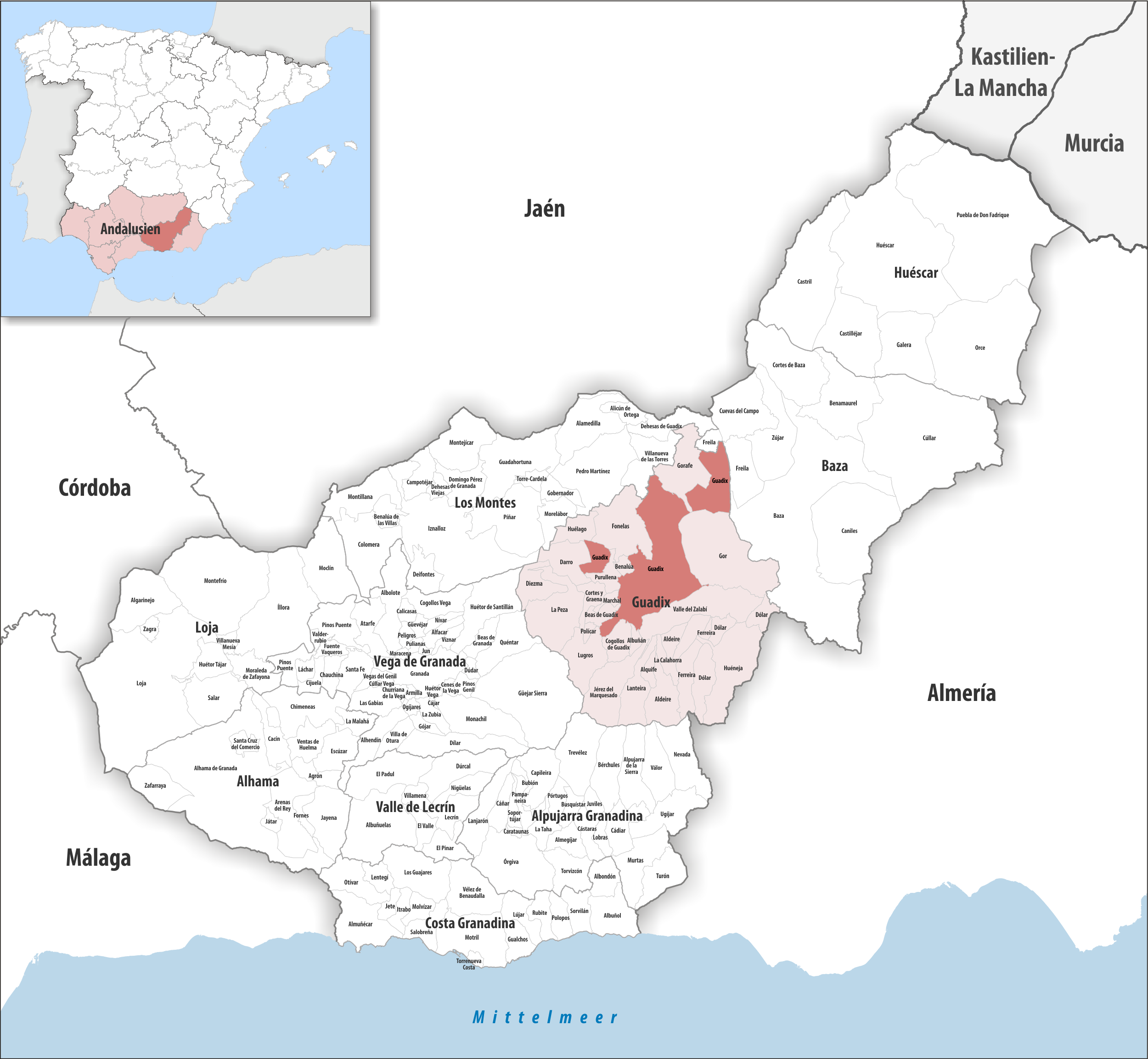
Guadix dans la comarque de Guadix, province de Grenade / en Andalousie

### Localisation
La commune de Guadix se trouve à peu près au centre de la province de Grenade et dans la partie nord de la comarque de Guadix.
Elle est en trois parties : la vallée du Gor (es), qui la traverse au nord-est, est attribuée à Gorafe et isole la partie incluant les villages de Bácor et d'Olivar ; et côté ouest, Purullena et Benalúa séparent une autre partie de la commune.
Grenade est à 53 km ouest-sud-ouest ;
Madrid à 439 km nord ;
Gibraltar à 308 km sud-ouest (distances par route).

### Communes voisines
Guadix jouxte Cuevas del Campo uniquement par un quadripoint.

### Généralités
Bien qu'effleurant à peine le Guadiana Menor sur une petite centaine de mètres à sa pointe nord, la commune de Guadix est cependant celle hébergeant la centrale hydro-électrique tirant son énergie du réservoir du Négratin (es), dont la digue est bâtie à cheval sur son territoire et sur celui de Freila - et pour une très petite partie sur le territoire de Cuevas del Campo.
- Réservoir du Négratin (es)

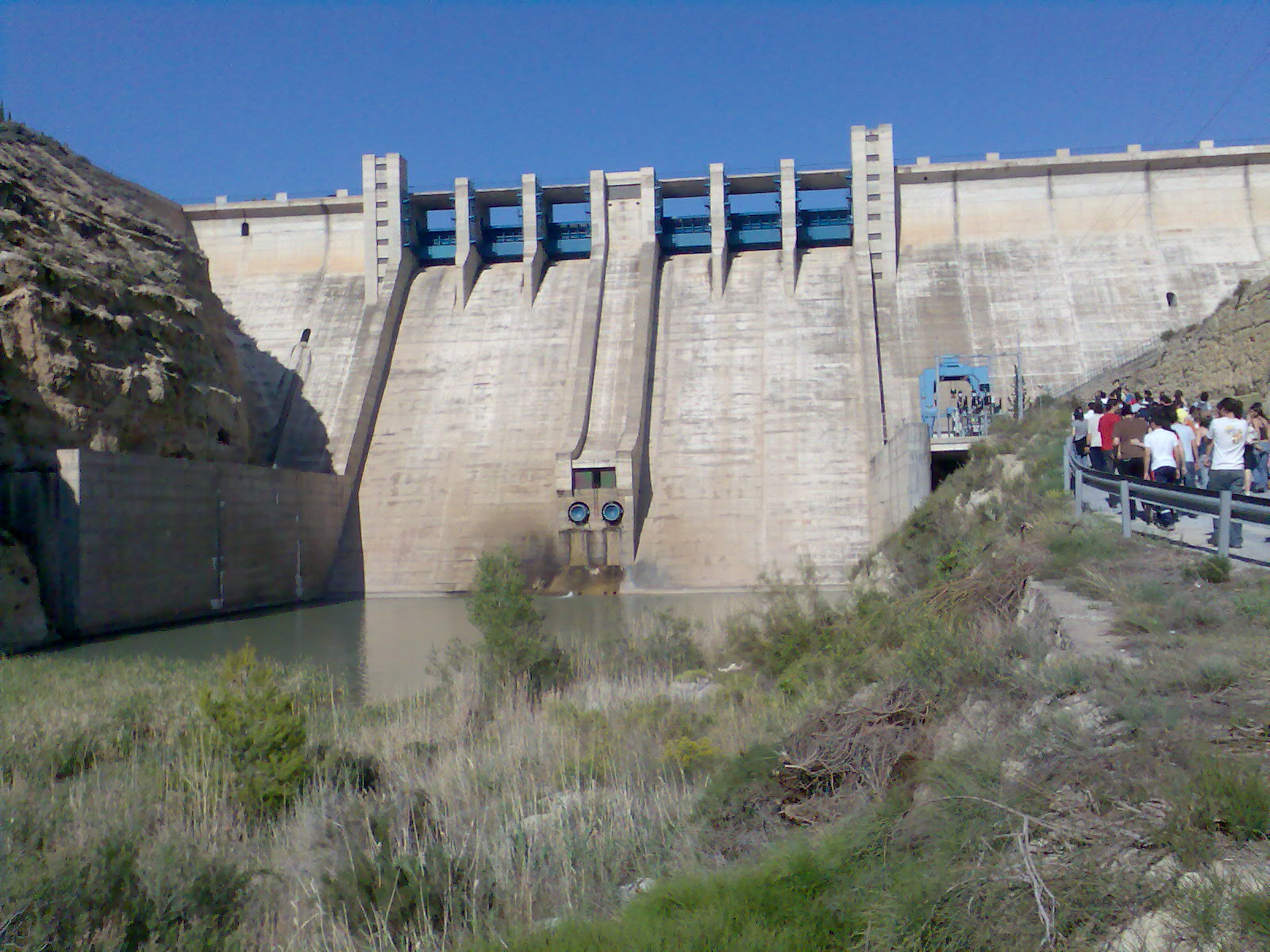
Déversoirs du barrage, sur Guadix

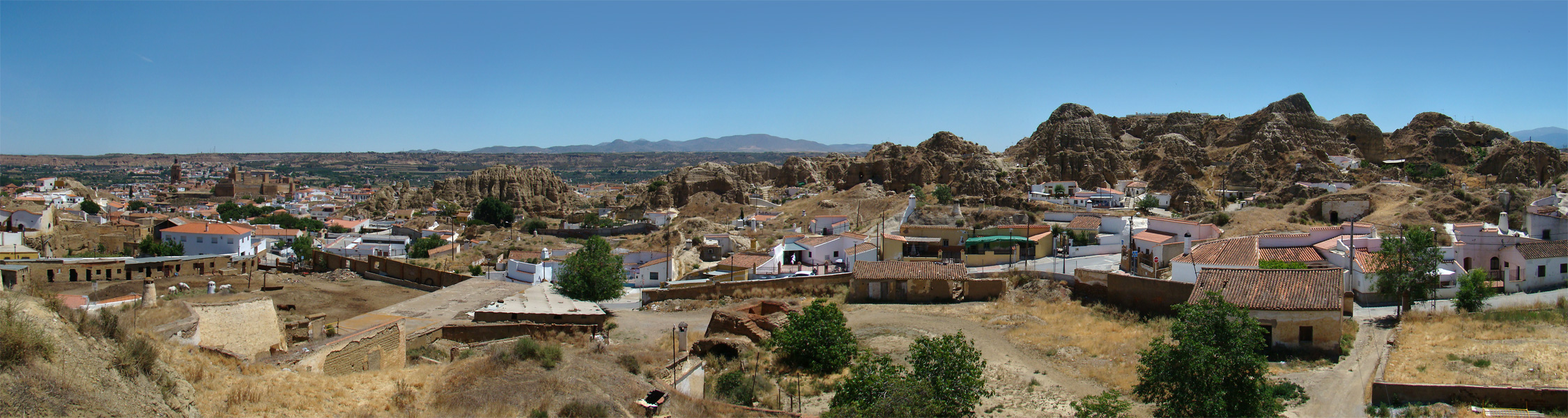
Vue panoramique de Guadix.

La ville constitue le passage naturel du Levant espagnol vers l'Andalousie.[réf. nécessaire]

## Histoire
C'est l'antique Acci (en) où une tradition place le siège épiscopal de l'un des sept évangélisateurs de la Bétique, saint Torquat. Devenue Wadi-Asch (Ouadi-Acci) sous les Arabes, elle fut le lieu de naissance du  médecin et philosophe Ibn Tufayl. Puis en 1487, les souverains chrétiens prirent la ville à Boabdil.[réf. nécessaire]

## Administration

### Maires de Guadix
- -2007 : Antonio Avilés Fornieles
- 2007-2012 : Santiago Pérez López
- 2012-2015 : José Antonio González Alcalá
- 2015-2019 : Inmaculada Olea Laguna
- 2019-2023 : Jesús Rafael Lorente Fernández
- 2023-     : Jesús Rafael Lorente Fernández

### Jumelages
- Buenos Aires (Argentine)
- Celanova (Espagne)
- Guanare (Venezuela)
- Lagouira (Sahara occidental)
- Piaseczno (Pologne)

## Culture et patrimoine

### Lieux et monuments
- La cathédrale de Guadix, construite en style baroque à partir du XVIe siècle.
- Les vestiges du théâtre romain sont visibles au nord-ouest de la cathédrale.
- Les casas cuevas, maisons troglodytiques ancestrales de la ville (remontant au Xe siècle), creusées dans le relief d'argile du bassin de Guadix, qui sont au nombre de 3 500 (le double pour l'ensemble de la vallée), pour la plupart habitées. Ces grottes habitées constituent le barrio de las cuevas. Ce type d'habitat n'est pas unique en Espagne (La Romana, Crevillente et Monóvar en Alicante, Paterna en Valence, Aguilar de Campos en Valladolid, Chinchilla de Monte-Aragón en Albacete…) mais chacune de ces entités possède sa marque distinctive[3].

Le barrio de las cuevas, signalé par ses cheminées
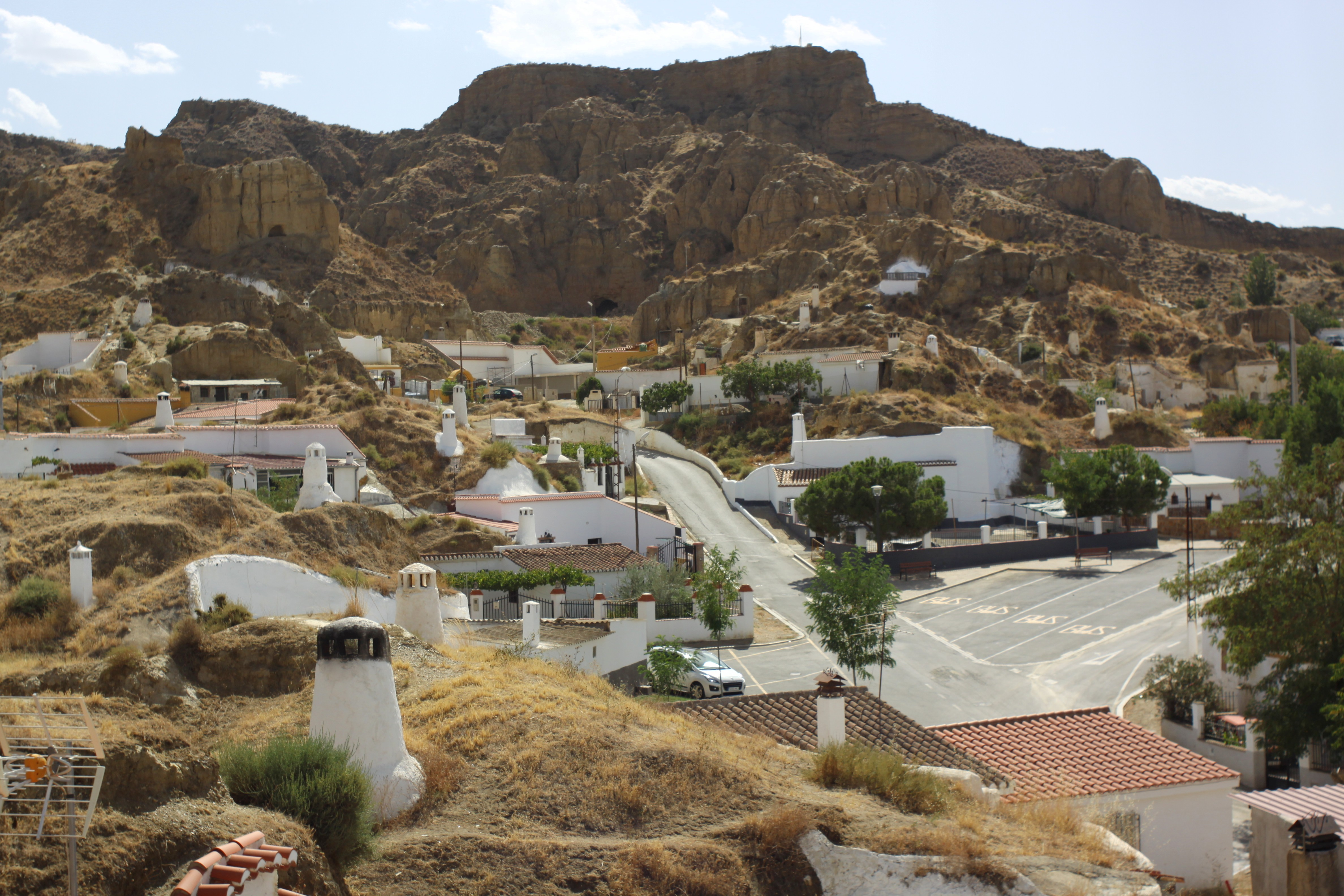
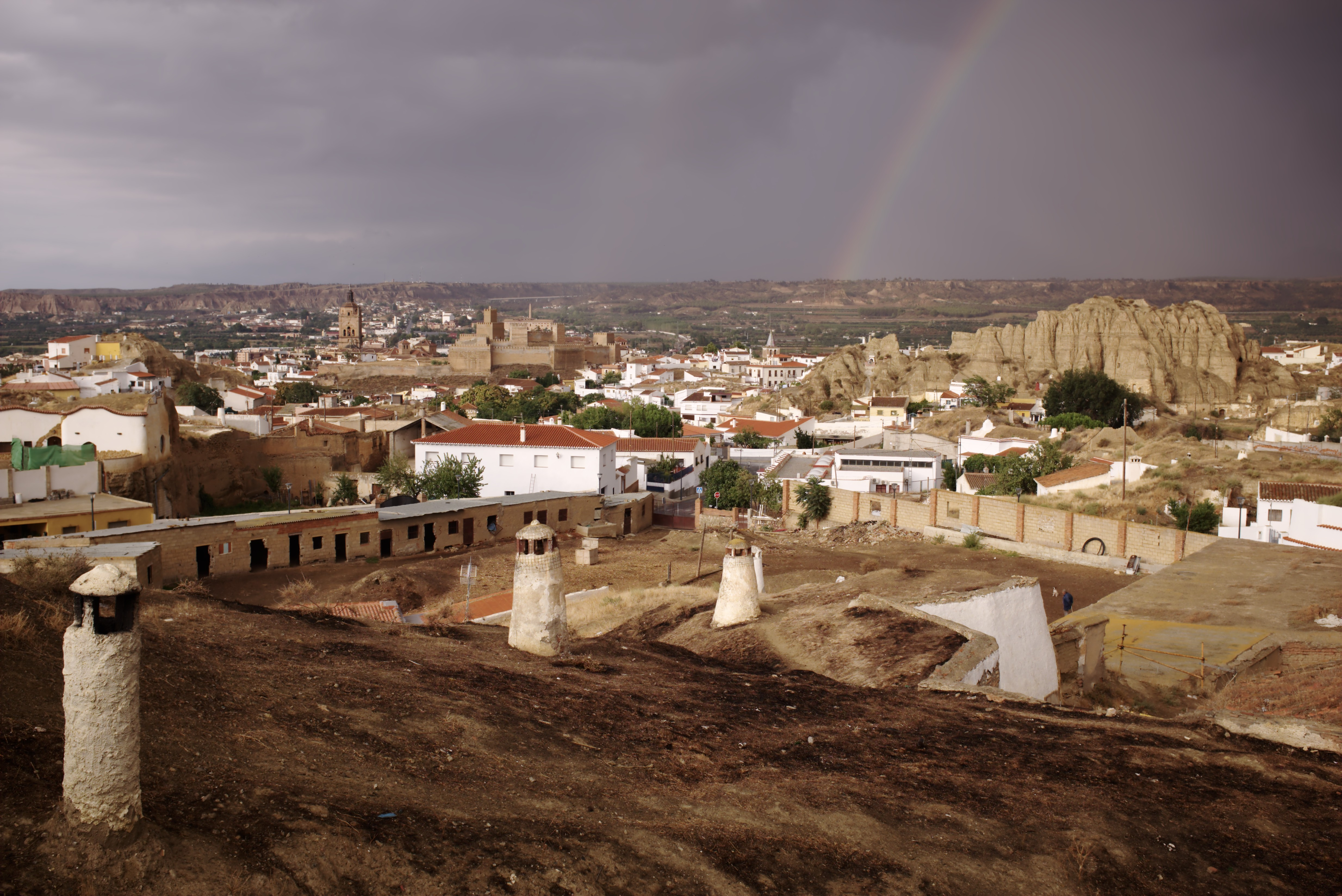
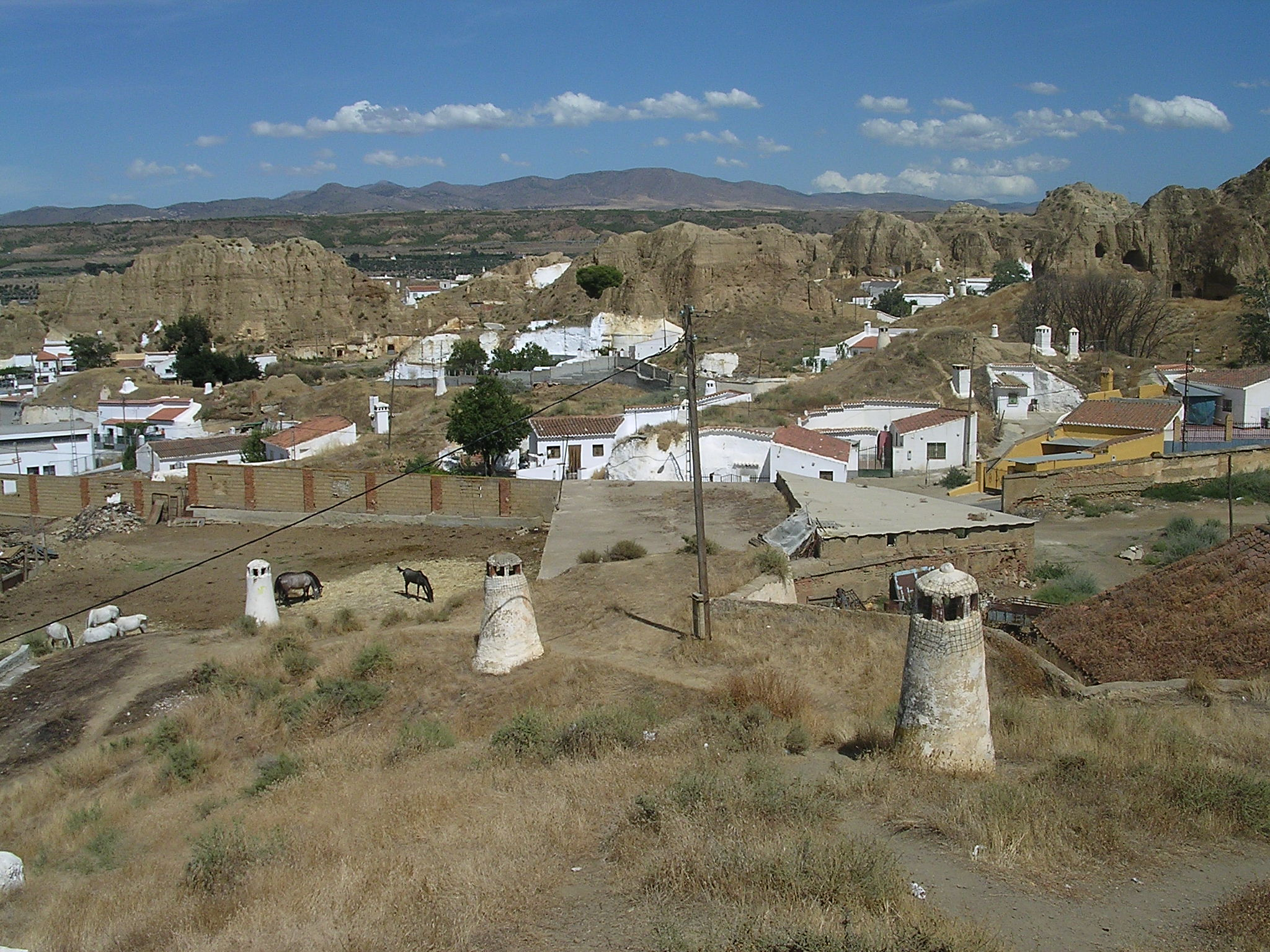
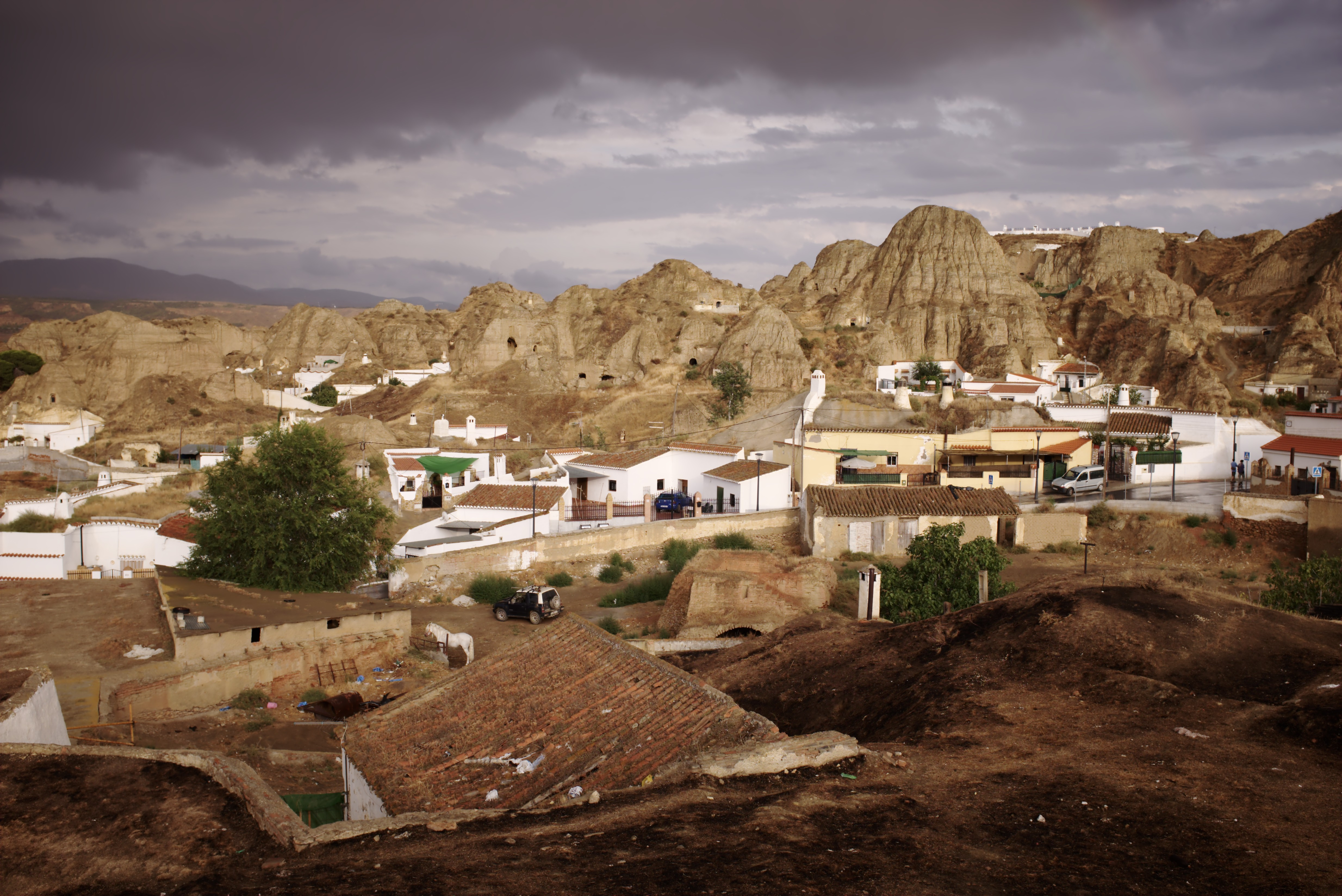
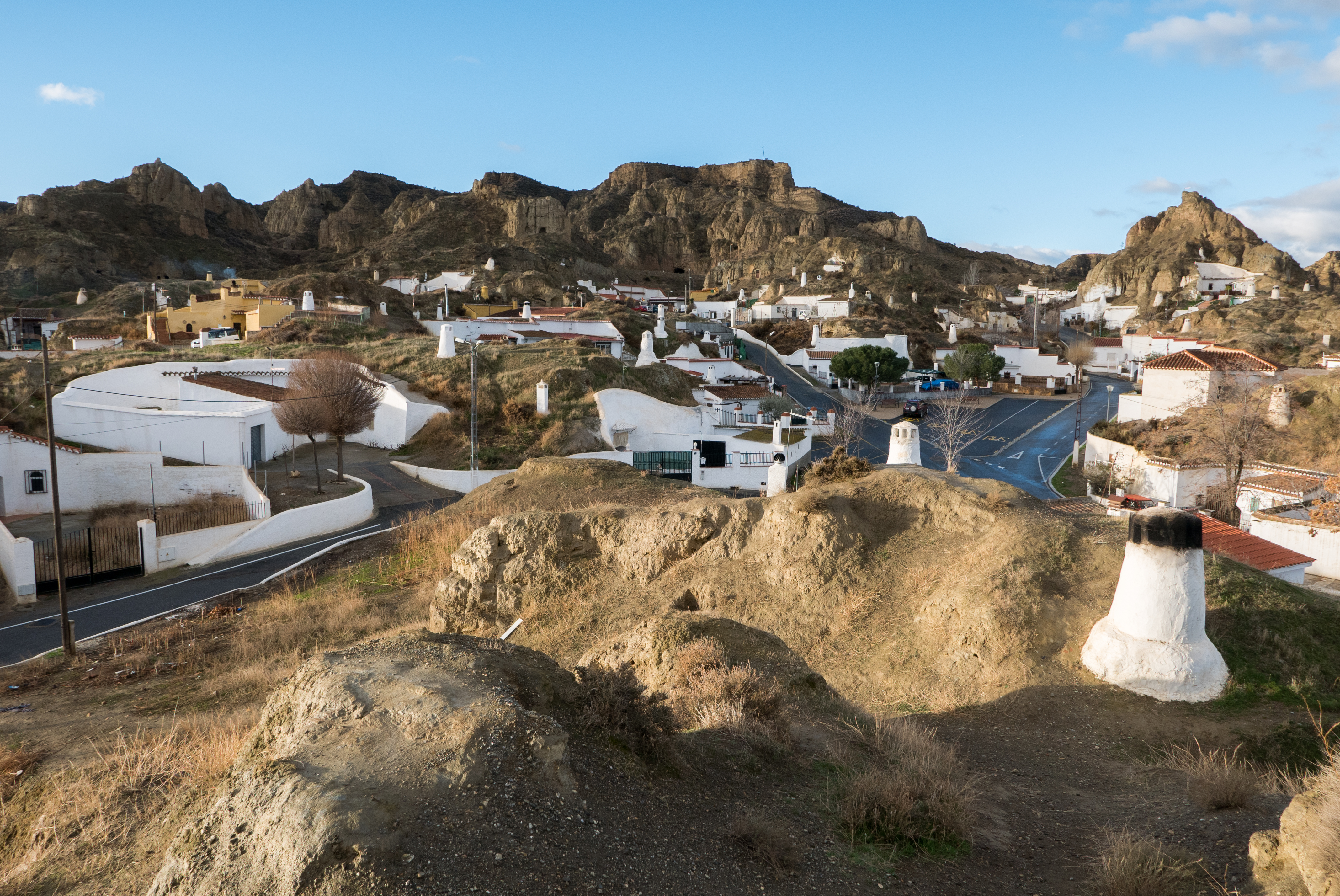

### Guadix et le cinéma
En 1971 y furent tournées des scènes de Il était une fois la révolution de Sergio Leone puis en 1973 du film Les Colts au soleil de Peter Collinson.

## Personnalités
- Gaspar Dávalos de la Cueva (1485-1545), cardinal espagnol du XVIe siècle. Il est de la famille du cardinal napolitain Innico d'Avalos d'Aragona.
- Antonio Mira de Amescua (1577-1644), auteur majeur de comédies pendant le siècle d'or espagnol, y est né et y a vécu.
- Antoni Infante (1958-), homme politique valencien, y est né.